# 免光盘破解
免光盘破解（No-disc crack、No-CD crack或No-DVD crack），也称免光驱破解、免CD补丁等。这是一种可执行文件或特制的“字节补丁”程序，允许用户绕过某些使用光盘和DVD复制保护方案的软件防盗机制。这将允许用户未插入所必须的CD-ROM或DVD-ROM时运行计算机软件。这是一种软件破解行为。免光盘破解特指在互联网上的逆向工程网站或文件分享网络上可以找到的必须使用CD-ROM或DVD-ROM为载体使用和分发的游戏或其他软件。免光盘破解也有合法用户，例如用户对合法拥有软件的创建副本（在许多国家用户合法拥有此权利）或者避免每次使用软件时都必须放置CD或DVD-ROM到驱动器的不便。但这也很可能被众多非合法拥有软件完整版本的用户利用，或者用于绕过软件试用期。
除了破解的可执行文件或字节补丁，有时也可以制作包含软件运行所必需内容的迷你映像来绕过CD保护。这种映像可以使用磁盘映像模拟器（如Daemon Tools）挂载到用户的操作系统，使许多软件相信一张这样的光盘已插入这台计算机的真实光驱中。还有一点好处是，硬盘上的挂载映像加载速度会比在光盘上更快。但是，某些应用程序会尝试检测此类磁盘映像模拟器，并在发现端倪时拒绝工作；亦有一些程序可以尝试在受保护的软件前隐藏磁盘映像模拟器的存在。如果某些软件运行在虚拟机套件（如Windows Virtual PC或VirtualBox）外，客户机的操作系统会更难判定它是否为一个实际存在的光驱。